# Шииты-двунадесятники
Шииты-двунадесятники или иснаашариты (араб. الشيعة الإثني عشرية‎) — преобладающее направление в рамках шиитской ветви ислама, преимущественно распространённое в Иране, Азербайджане, Бахрейне, Ираке и Ливане, но также представленное и в других странах. Его сторонники признают своими духовными руководителями двенадцать имамов из рода Али ибн Абу Талиба, двоюродного брата и одного из ближайших соратников исламского пророка Мухаммеда. Они верят, что двенадцатый имам ушёл в сокрытие в малолетнем возрасте после смерти своего отца в 873—874 гг. Это так называемый Скрытый имам, возвращения которого в качестве мессии шииты-двунадесятники ожидают и поныне. Причём появиться он должен, согласно преданию, в Мекке у Каабы.
Иное название — шииты-имамиты. Шииты-дюженники придерживаются джафаритского мазхаба. Шииты-двунадесятники имеют две школы в подходе к священным текстам. Среди них усулиты и ахбариты. На данный момент[какой?] эта ветвь ислама насчитывает от 150 до 200 миллионов верующих.

## В России
В России шиитами-двунадесятниками являются верующие азербайджанцы, таты, а также часть лезгин (аул Мискинджа и Дербент в Дагестане). Шиитские «персидские» мечети были возведены в XIX столетии в Астрахани и во Владикавказе. В настоящее время общины зарегистрированы в таких крупных городах России, как Москва (мечеть «Инам» и мечеть при посольстве Ирана), Санкт-Петербург, Екатеринбург, Астрахань (мечеть «Баку»).